# 養子縁組

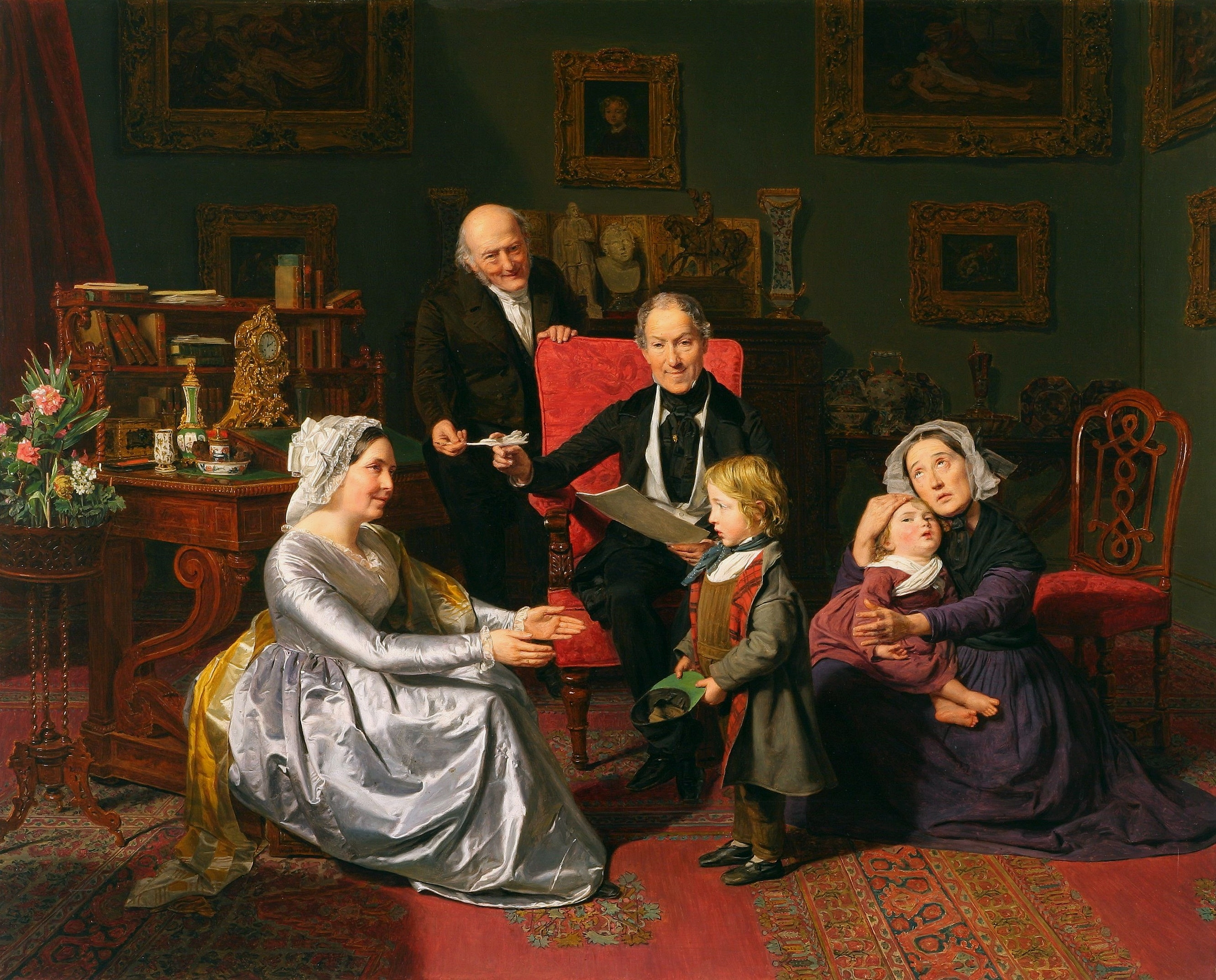
ヴァルトミュラー『養子縁組』（1847年） - 当時のオーストリア帝国の画家による油彩画作品。

養子縁組（ようしえんぐみ）は、具体的な血縁関係とは無関係に人為的に親子関係を発生させることをいう。英語では "adoption" といい（第2義）、日本語にもこれを音写した外来語「アダプション」「アドプション」がある。
この関係によって設定された親・子を、現代日本語では、それぞれに養親（ようしん）・養子（ようし）という。養子を性別で呼び分ける語は女性にだけあって養女（ようじょ）といい（第2義として）、男性を呼び分ける語は無い。養親子（ようしんし）は、養子縁組によって生じた親子の関係を指し、また、養親と養子の総称でもあって、血縁に基づく親子を指す実親子（じつしんし、じっしんし）と対義語の関係にある。養親にあたる父と母は、それぞれに養父（ようふ）・養母（ようぼ）といい、合わせて養父母（ようふぼ）という。これは祖父母でも同じで、養孫縁組（ようまごえんくみ）・養祖父（ようそふ）・養祖母（ようそぼ）・養祖父母（ようそふぼ）という。また、養子に行った先方の家は、養子先（ようしさき）といい、養家（ようか）、養方（ようかた）ともいう。

## 養子縁組制度の歴史

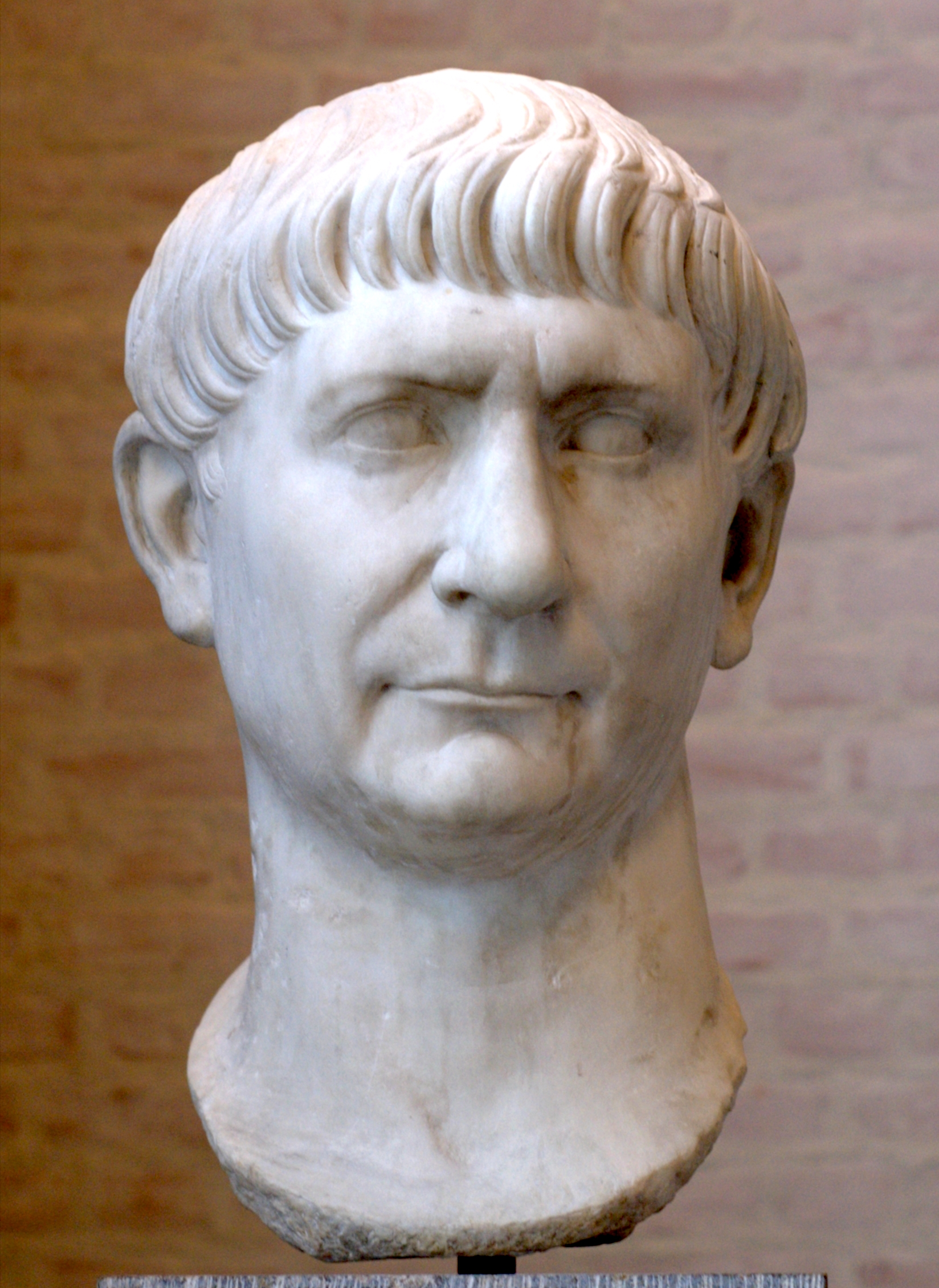
ローマ皇帝トラヤヌス。西暦98年にネルウァが2年足らずの治世で病没すると、あらかじめ養子縁組を結んでネルウァ家の家督を継いでいたトラヤヌスが即位した。

### 養子縁組制度が必要になった理由
いわゆる家父長制を基本とする家族制度を採用している場合は、家長・家業の後継者や財産の相続者を得るための養子縁組制度が必要である。古代ローマの制度はこのような制度であり、日本においても、日本国憲法の制定に伴い家族法が大幅に改正される前の養子制度は、武家の価値観を受け継ぎ家制度を維持するための制度であった。また、これとは別に近代以前の東アジアでは、より擬制的な親子関係の色が強い「義子」（中国）・「猶子」（日本）などの制度があった。
その後、ヨーロッパではキリスト教の普及により、神以外の者が親子関係を勝手に作るのは冒涜と考えられ、一時的に養子縁組制度は廃れるも、脱宗教化が進んだ近世以降は親のための制度としての機能を果たすようになる。つまり、老後の扶養を得たり、親のない子を養いたいという博愛精神を満たすことを目的とする機能を有するようになる。
19世紀中頃にアメリカ合衆国で、恵まれない子供に家庭を与えるための養子縁組制度、すなわち子のための制度が導入された。ヨーロッパでも第一次世界大戦により孤児が増加し、子のための養子縁組に関する養子法制が導入された。日本においては、日本国憲法制定に伴い改正された家族法が子のための福祉という観点からこれを導入したが、本格的な導入は1988年（昭和63年）から施行された特別養子制度（後述）を待つことになる。
養子縁組制度が求められた理由は以上のとおりであるが、法制度の建前はともかく、現実的には様々な事情により養子縁組がされる。日本の場合に多く行われるのは、離婚後の再婚に伴う連れ子の養子である。しかし、成年に達している者を養子にすることが法律上可能であることもあり、その他、子のための制度としてはあまり機能していない。具体的には、自己の孫を養子にすることにより相続税の節約を図る節税養子や、男子に家を継がせるためのいわゆる婿養子などが行われている。また、大正時代には新聞紙上を通じての養子仲介があったが、養女の貰い手の大半は芸妓屋であったという新聞社もあった。
なお、イスラム国家では、キリスト教と同様の理由により、養子という概念が一般的ではなく、チュニジアを除き、養子縁組を認めていない。

### 日本における養子縁組制度の歴史
日本の歴史において、最初に現れる養子に関する法律は、唐の律令法の影響を受けて成立した大宝律令であるといわれている。ただし、中国の宗族社会と違って、氏姓制度の延長上に成り立った日本社会では、中国のような厳格な制限は設けられず、一定の年下の者であれば養子縁組は比較的簡単に許された。このため、貴族社会においては、高官が優秀な孫や庶流・傍流出身者を養子に迎え、蔭位制度を活用してその出世を助けることで、結果的に一族の繁栄を図ろうとするための養子縁組が多くなった。また、時には遠い親戚や異姓出身者を養子にする者もあった。また、平安時代までは、「養子」とより擬制的な要素の強い「猶子」との区別はあいまいであった。家の継承という要素が強くなり、養子と猶子の分離が進むのは、中世以後のことであるが、南北朝時代に入っても混用は残っていた。
当時の養子縁組の代表的な例として摂関家を例に取ると、仁寿年間（851年 - 854年）に文徳天皇の義父として権力を振るっていた正二位右大臣・藤原良房に男子がいないために、長兄で正三位参議であった長良の三男・基経を養子に迎えた。その結果、基経は養父の蔭位によって17歳の若さで蔵人になった一方で、長良の子としてそのまま育ったその同父母兄弟は、兄・国経が31歳、弟・清経は32歳になってやっと蔵人に到達したのである。さらに、良房が摂政・太政大臣に登り詰めたのに対して、長良は権中納言で死去したために、その出世の格差は広がるばかりであった。異姓の養子の例としては、姉婿である藤原頼通の養子となって後の村上源氏繁栄の基礎を築いた源師房などがいる。
そのため、上級貴族は少しでも子孫にとって優位な出世をさせるための養子縁組を次々と組むようになっていく。極端な例としては、同じく摂関家の藤原忠実とその子・孫のケースが挙げられる。忠実の長男・忠通に男子ができなかったために、忠実は自分が寵愛していたその弟の頼長を忠通の養子にさせた。その後、忠通に実子が生まれて忠実・頼長と忠通が不仲になると、頼長の息子である師長を早く出世させるために、忠実は師長を自分の養子にして蔭位の便宜を図った。この結果、師長からみて忠通は本来の系譜上の伯父というだけでなく、同時に祖父でもあり兄でもあるという大変複雑な事態が生じたのである。
鎌倉時代後期以後になると、家督と所領の一体化が進んで嫡子相続が一般的になるにつれて、家の存続を最優先とした養子縁組が行われるようになる。特に武士では、当主に男子がいない場合、もしくは幼少の場合に、主君への忠勤を尽くせないことを理由に所領を没収されるなどの事態を避けるため、養子縁組を行うことが一般的となった。
実弟を養子とすることや、養父の実の息子（養子の義理の弟）を養子が自身の養子とすることはしばしばみられる。これらはいずれも順養子という。後者の順養子の場合、1代限りであれば間に入った養子は中継ぎ的立場になるが、代々順養子を重ねて両統迭立のような形になる例もある。また、娘に夫を迎えて養子とする婿養子、大名が参勤交代などの折に、万が一の事態に備えあらかじめ届け出る仮養子、大名・家臣が急に危篤になった場合に出される末期養子などがあった。このほか、他家の大名などを縁戚として傘下に取り込みたいが実の娘に適当な者がいない場合、一族や重臣の娘を形式的に養女とした上で娶せることも行われた（養女に夫を迎える形式の婿養子の例もあった）。
江戸幕府は当初は様々な養子規制を設けたものの、慶安の変をきっかけに末期養子の禁を緩め、享保18年（1738年）には当主か妻の縁戚であれば浪人・陪臣でも養子が可能とされた。養子の規制は時代が下るにつれて緩くなり、江戸時代後期には商人などの資産家の二男以下が持参金を持って武家に養子に行って武士身分を得るという持参金養子が盛んになり、士分の取得を容易にした。一方、商人・農民などの庶民間における養子縁組は、証文のやり取りだけで縁組も離縁も比較的容易であり、「家名の存続」よりも「家業の経営」を重視した養子縁組が行われることが多かった。また、享保の制度変更によって女性の名義では借家を借りることができなくなったことから、女性だけの世帯が家を借りる際には、男性の名義を借りるための便宜的な養子縁組が行われるようになった。
江戸時代においては養子成立の要件は武士階級と平民階級で大きく異なり、武士階級にあっては御目見以上の者か、御目見以下の者の中の御譜代の者でなければならなかった。養子は養子願出人の同姓の中から、なるべく近親のものを選ぶというのが江戸時代を通じての根本原則であった。近親同姓間に適当な者がいない場合には、他姓の者が許された。武士階級は原則、身分違いの者を養子にすることはできなかったが、幕末には例外もあった。公家階級の養子については養父と実方の間に養子証文の取替しと朝廷への届け出が行われ、『公家諸法度』第六条には「一、養子は連綿。但し同姓を用いるべし。女縁は家督相続。古今一切これ無き事。」とあって王朝以来の古制が用いられていた。
明治時代以後になると「家」を社会秩序の中心に置く家制度が全ての階層に広げられた結果、養子縁組も家制度の維持という観点で行われることが多くなった。それが大きく変わるのは第二次世界大戦後の日本国憲法制定に伴う民法改正以後のことである。

#### 日本の旧民法における養子縁組
日本の旧民法において、養子縁組は、養親の家に入り、養親の嫡出子たる身分を取得することであるといえる。養子は法定血族の一種である。
- 養子になる者は、養親たるべき者の尊属または年長者でないこと、法定推定相続人たる身分でないことが必要である。
- 配偶者のある者は、配偶者と共同してのみ養子縁組をなすことができる。
- 養子は養子縁組の日から養親の嫡出子たる身分を取得するため、養親に養子縁組前に生まれた子女がある場合、養子は年長者であっても法律上、これらの子女より年少者として扱われる。
- 養子は養親の家に入るが、養親と同居する義務を負わない。
- 養子は養親およびその直系尊属との間に、互いに扶養の権利義務を有する。
- 養子は養方の血族と親族関係を持つが、このために実方の血族との親族関係を失わない。
- 養子は実家における家族たる身分を失い、また実親の親権を脱して、養親の親権に服する。
- 養子とその直系卑属またはその配偶者と、養親またはその直系尊属との間では、離縁によって親族関係が消滅したのちもなお、婚姻をすることができない。

## 養子縁組制度の法的理論

### 養子縁組の成立構成
養子縁組を成立させるための法律構成としては、契約型と決定型とに立法例が分かれる。

#### 契約型（普通養子）
契約型は、養親になる者と養子になる者の契約により養子縁組を成立させる形態であり、スイスやオーストリアなどで採用されている。また、ドイツやフランスでも以前は契約型が採用されていた。日本では、民法792条から817条までに規定されている普通養子がこれに該当する。
契約により養子縁組が成立するとはいっても、養子になる者が幼少である場合などは、自ら有効に縁組契約を結ぶことは不可能なので、そのような場合は法定代理人などが代わって縁組の承諾をすることになる。日本では、養子になる者が15歳未満である場合は、法定代理人が養子になる者に代わって縁組の承諾をする（代諾養子）。
また、養子になる者を保護する観点から、契約型を採用する場合でも公的機関の関与を要求することがある。日本では、未成年者を養子とする場合は、自己又は配偶者の直系卑属を養子とする場合を除き、家庭裁判所の許可が必要になるし、後見人が被後見人を養子とする場合も、家庭裁判所の許可が必要になる。
養子が婚姻（結婚）する場合、婚姻届の父母の氏名欄には実父母の名義を書き、養父母はその他の欄に書くことになっている。

#### 決定型（特別養子縁組）
決定型は、公的機関の宣言によって養子縁組を成立させる形態であり、多くの場合、養親になる者の申請に基づき裁判所が養子決定をする形態を採る。英米法を基礎とした国や現在のドイツ、フランスなどで採用されている。日本では、民法817条の2から817条の11までに規定されている特別養子がこれに該当する。日本では、養子が15歳未満（15歳未満から事実上養育していたと認められた場合は17歳以下まで可能）までの場合に特別養子縁組が認められており、それ以外の場合は普通養子縁組を行うこととなる。単独縁組は原則配偶者の連れ子を特別養子にする場合のみ出来る。単独縁組の場合、戸籍上は実父との関係は終了し、養父と実母の「長男」「長女」と実子扱いになる。また、異父兄弟姉妹は実の兄弟姉妹扱いになる。

### 養子縁組後の親族関係
養子縁組によって養親と養子、養子と養親の血族の間に法定血族関係が生じることになる。また、養親と養子の元々の血族との間には法定血族関係は生じず、縁組後に養子に生じた血族と、養親及びその血族との間には法定血族関係が生じる。例えば、縁組前に生まれていた養子の子と、養親との間に親族関係にないが、縁組後に生まれた子（養親の孫）との間には血族関係に立つ。実の兄弟であっても立場が違うことになる。

#### 養子縁組後の実親子間の親族関係
養子縁組が成立した場合に、養子とその実親との間の親族関係が終了するかどうかについても立法例が分かれる。親族関係が終了する制度を採用する場合は、養子と実親の一方が死亡した場合、他方は遺言による場合等を除き相続権を有しないことになる。ただし、親族関係が終了するとしても、近親婚を避けるための措置が採られることが多い。

## 各国の養子縁組

### フランス
フランスでは、要保護児童のあっせん件数は年間約5500件あり、児童の養子についてはアメリカに次いで多く（養子縁組の全体数は日本が80,000件以上あり、アメリカに次いで多い）、そのうち国際養子縁組が占める割合が3分の2と高い。
国際養子縁組については、国際養子縁組の共通ルールとなっているハーグ条約の規則を遵守した形での運用がなされている。
国内の養子縁組の支援体制も充実しており、例えば助産施設を利用して匿名で出産し、法律的親子関係を作らないまま養子縁組を選択できる制度は、フランスで養子縁組が多い背景の一つとして指摘されている。この制度を使えば無料で出産することができ、要保護児童のうち88%がこれに該当するという。
より詳しくはフランスにおける養子縁組を参照。

### スイス
スイスの里子の数は1万5000人ほどとされるが、これは2002年の国勢調査の数値であり、これ以降、スイスでどれだけの里子がいるのかはスイス政府も把握していない。スイスの里親制度は、地域ごとにばらつきがある。さらに、里親仲介団体の質を保証する民間団体はあるが、行政では里親仲介団体を監督する制度がないところも多く、里親仲介団体の設立に認可を必要としているのは2014年時点で5州に過ぎない。
より詳細はスイスにおける養子縁組を参照。

### ベルギー
1950年代から1980年代にかけてのベルギーでは、予定外の妊娠をした何万人もの若い女性がカトリック教会に収容されて出産し、当事者の関知しない養子縁組が教会によってなされた時期があり、「教会に子供を奪われた」として、親子関係の解明を求める声があげられている。ベルギー北部の自治体はこのスキャンダルの調査を行っている。
さらなる情報はベルギーにおける養子縁組

### ドイツ
ドイツにおける養子縁組を参照。（現状、日本語では書かれていないがドイツ語版では書かれているので、とりあえずそちらで読んでいただくか、各自で自動翻訳していただく）。

### イギリス
イギリスの養子縁組については細分化した記事がいくつか書かれているのでen:Category:Adoption in the United Kingdom（英語版カテゴリ）を参照のこと。

### アメリカ合衆国
アメリカ合衆国では、年間12万件を超える養子縁組が成立しているとされる。その中心的な担い手となるのは、民間団体と里親制度（Foster Care）下にある子を対象にあっせんする公的機関で、この2タイプが養子縁組の全体件数のおよそ3分の2を占める。養子縁組に関する認知度も9割近くととても高く、アメリカ人の約3人に1人が養子縁組を考えたことがあるとアンケート調査に回答している。このような社会的な関心の高さを背景に、政府により養親に対する支援が行われている。
民間団体に対する補助金はなく、利用する団体によってあっせんにかかる費用は大きく幅があるものの、公的機関の仲介によって縁組をする場合には、あっせん料はほとんどかからない。これは、養子縁組が国の児童福祉政策の一環と位置づけられているためである。
他にも、養子の養育費を税控除という形で補助する仕組みがあり、2012年度は一世帯あたり最大12650ドルの控除が可能となっている。
アメリカでは1990年代に、ネグレクト（育児放棄）や児童虐待が深刻化したことを背景に、クリントン政権下で「養子縁組と安全な家族法」が成立し、養子縁組を増やすため、国を挙げての取り組みが行われた。里親制度の下にいる子供を実親の元に戻すことを最優先させる従来の方針を転換するため、里親制度から養子になる事例を増やした州に奨励金を払ったことなどが主な取り組みとして挙げられる。

### オーストラリア
オーストラリアにおける養子縁組を参照（現状、日本語では書かれていないが英語版では書かれているので、とりあえずそちらで読んでいただく）。
 

### 韓国
韓国では、儒教文化の影響で血縁関係を重んじるため国内養子縁組が進まなかったことや、未婚の母が社会で容認されないため子供を養育するのが困難なこと、母子家庭への支援策が少ないことなどの背景があった。
朝鮮戦争終結後の、1954年には戦争孤児の海外養子縁組が始まる。斡旋をする民間機関が続々と現れた。1961年孤児入養特例法が制定。戦争孤児及び混血児の海外養子縁組の法的根拠となる。1970年代から1990年代にかけては海外養子縁組が拡充した。産業化、都市化の進展において、未婚の母が急増。未婚の母から生まれ子供たちは、海外養子縁組に出された子供たちの大部分にあたる。
しかし、国連子どもの権利条約に批准した1990年以降、施設収容より家庭的養護が重視され始め、養子縁組は里親制度と並ぶ要保護児童対策として重要な役割を占めていると認識されるようになった。その結果、海外養子ゼロを目標に、国内養子縁組を優先させる方策が次々と打ち出された。要保護児童を家庭で育てる政策として、斡旋にかかる手数料の支払いや、子供が13歳になるまでの養育費の補助などが行われる他、心理治療についても支援がある。また、2008年には、日本の特別養子縁組制度に類似した、新しい親養子制度が施行された。

## 日本の現行民法における養子縁組
この節では、民法は条数のみ記載する。

### 普通養子縁組と特別養子縁組
普通養子縁組
養子が、戸籍上は実親との関係は残り、二重の親子関係になる縁組（792条 - 817条）を指す。一般にいう養子のことであり、戸籍上は養親（ようしん）との関係は「養子」と記載される。
特別養子縁組
養子が、戸籍上も実親との関係を断ち切り、実子と同じ扱いにした縁組（817条の2 - 817条の11）を指す。貧困や捨て子など、実親による養育が困難・期待できないなど子の利益とならない場合に、養親が実の親として養子を養育するための制度として、1987年（昭和62年）に新設された制度。このため、戸籍上は養親との関係は「長男」などの実子と同じ記載がされ、養子であることが分かりにくくなっている。また、離婚した養親の再婚相手が実父母の場合は、実親との関係が一部だけ復活する。単独縁組は配偶者の6歳未満の連れ子を「実子」扱いにするときだけ縁組みが出来る。その場合、戸籍上は実父との関係を終了し、養父と実母の「長男」「長女」とする実子扱いで記載される。
もっとも、817条の2による裁判確定に基づく入籍である旨は記載され、戸籍をさかのぼることにより、実父母が誰であったか知ることができるようになっており、養子の出自を知る権利や近親婚の防止に配慮してある。
2020年4月1日より内容が一部改定された新民法が施行され、特別養子縁組制度の利用を促進するため、年齢制限の上限の引き上げや縁組成立の手続きを二段階に分け、養親となる者の負担を軽減する改正がなされた。

### 養子縁組の方式
養子縁組は、要式行為であり一定の方式によることが必要である。
- 普通養子縁組の場合は、当事者の合意に基づき、戸籍法の定めるところにより行う届出が必要である（799条、739条準用）。養子は15歳以上であれば実父母の意思と関係なく縁組が可能であるが、15歳未満の者を養子とする縁組の場合は法定代理人による代諾により養子縁組を承諾しうる（代諾縁組、797条1項）。ただし、法定代理人は養子となる者の父母でその監護権者である者が他にあるときは、その同意も得なければならない（797条2項前段）。また、養子となる者の父母で親権を停止されている者があるときもその同意を要する（797条2項後段。この規定は平成23年6月3日法律第61号により親権停止の制度が新設されたのに伴って追加された）。
- 特別養子縁組の場合は、家庭裁判所の審判によらなければならない（817条の2）。また、実父母との関係がなくなるため、原則として実父母の同意が必要である。もっとも、病気などで実父母が意思を表示できないときや、虐待・育児放棄など子の利益を著しく害する場合は、実父母の同意は不要である（817条の6）。

### 養子縁組の成立要件
普通養子縁組
原則として当事者の意思により自由に縁組できる。しかし、養子が未成年者である場合は、養子が自己又は配偶者の直系卑属（自分の孫や配偶者の連れ子など）でない限り、家庭裁判所の許可が必要である（798条）。婚姻時に配偶者の連れ子がいる場合、養子縁組をしない限り法的には自分の子とはならない（姻族扱いとなる）。
養親になるには、20歳以上であればよく（792条）、未婚者でもよい。ただし、養親となる者に配偶者がいる場合は、未成年者との養子は配偶者とともに縁組をすることが必要であり、成年者との養子は配偶者の同意を得て縁組することが必要である（795条・796条）。
後見人が被後見人を養子とするには、家庭裁判所の許可を得なければならない（794条）。
養子になるには、養親の尊属又は年長者でないことが必要である（793条）。つまり、弟や妹、年少のいとこ（従弟妹）など同世代でも年少者であれば養子とすることができる。また、縁組後実親方との関係は継続である。
1987年（昭和62年）の改正前には、特別養子縁組はなく、普通養子縁組だけしかなかった。
特別養子縁組
父母による監護が著しく困難または不適当などの特別の事情があり、子のために特に必要でなければならない（817条の7）。
養親になるには、25歳以上の配偶者のある者（夫婦の一方が25歳以上であれば、他方は20歳以上でよい）で、夫婦ともに養親になることが必要である（817条の3、817条の4）。これは、実父母の代わりに養子を十分な環境で育てるための制度だからである。
養子になるには、家庭裁判所に養子縁組の審判請求をする際に原則6歳未満(0歳～5歳)であることが必要である。ただし、5歳前からすでに養親となる夫妻にすでに監護されている場合は、請求する際に8歳未満であればよい（817条の5）。これは、養親が実親として育てることが予定されている制度であるため、子に物心が付いていないことが必要だからである。また、8歳以上の場合には、家庭裁判所に特別養子の裁判請求はできない。1987年（昭和62年）の改正からは、改正以前の普通養子から特別養子への転換ができたが、現在は原則として普通養子からは転換できない。離婚した養父の結婚相手が実母、養母の再婚の相手が実父の場合は一部だけ実親関係が復活する。

2020年4月1日より施行された改正民法（2019年6月7日に成立、令和元年法律第34号）により、それまで原則6歳未満（例外は8歳未満）であった年齢制限が、15歳まで引き上げられた（新民法第817条の5第1項前段・第2項）。例外的に17歳までも年齢制限の対象となる。1988年に制度が導入されて以来、初めての見直しとなった。さらに、この新しい法改正により、それまで実親の同意撤回は審判確定前まで認められていたが、2週間を経過すると撤回できなくなった。また、それまで養親となる夫婦が家庭裁判所に申し立てをしていたが、実親のほか、児童相談所の所長も申し立てが可能となった。さらに、同時進行が可能な二段階手続きを取り入れることにより、手続き長期化の防止も目指されている（新家事事件手続法第164条・第164条の2関係）。改正後も、6か月以上の試験養育は必要となる。
15歳から17歳までの子どもについては、(1)本人の同意がある、(2)15歳未満の時から養父母となる人が養育している、(3)やむを得ない事情で15歳までに申し立てができなかった、という条件を満たせば、特別養子縁組が認められる。縁組の審判確定時点で18歳に達している人は、改正後民法の元でも特別養子縁組はできないため、普通養子縁組が選択肢となる（新民法第817条の5第1項後段）。また、15歳未満の者についても、その意思を十分に考慮しなければならない、とされている。

### 養子の身分
養子は養子縁組をもって養親の嫡出子たる身分を取得する。

### 養子縁組の効力

#### 養子縁組後の氏
養子は、養親の氏を称する（810条）。ただし、婚姻によって氏を改めた者については、その効力の及ぶ期間（婚姻成立から離婚による復氏（767条1項）まで。例外は婚氏続称（同条2項））は、婚姻の際に定めた氏を称する（同条ただし書）。また、養子が既婚者の場合、戸籍上の筆頭者である場合は、配偶者も同時に養親の氏を名乗ることになる。逆に、筆頭者でない場合（結婚する際に氏を改めた者）は夫婦同氏の原則から、縁組しても養親の氏を名乗ることはできない。養子に子がいる場合、養子の子の氏は養子（親）が縁組する前の氏のままで、養親（義祖父母）の氏に改める場合は入籍届を提出する必要がある。

#### 養子縁組後の親族関係
養子縁組によって養親と養子、養子と養親の血族の間に法定血族関係が生じる（727条）。したがって、民法上は6親等以内（養親の5親等以内）の者が親族に該当する。また、養親と養子の元々の血族との間には法定血族関係は生じず、縁組後に養子に生じた血族と、養親及びその血族との間には法定血族関係が生じる。養親が死亡した場合、養親の血族との間の親族関係を継続させるか打ち切るかは本人の意思による。

#### 養子縁組後の実親子間の親族関係
日本の場合、普通養子の場合は実親子間の親族関係は終了しないのに対し、特別養子の場合は親族関係が終了する。

#### 親権
養子が未成年の場合、養親の親権に服することになる（818条2項）。したがって、未成年者との養子縁組により親権者は実父母から養父母に変更になる。養父母が養子が未成年の間に双方死亡したり養父母の親権の喪失や停止により養親が親権を行使できなくなっても、離縁をしない限りは実父母の親権が復活することはない。養親が養子の実親の配偶者である場合には実親と養親の夫婦での共同親権となる。

### 養子縁組の解消
養子縁組の解消には、養子縁組に瑕疵がある無効・取消の場合のほか、有効の縁組を将来的に解消する離縁がある。縁組の無効は、初めから当然に養子縁組の効力が生じないが、縁組の取消と離縁は、いったん有効に生じた養子縁組が当事者の意思表示により縁組を解消する効力を生じる。

#### 縁組の無効・取消
- 養子縁組の無効事由（802条）
  - 人違いなどで、当事者間に縁組をする意思がないとき
  - 当事者が縁組の届出をしないとき
- 養子縁組の取消事由
  - 養親が未成年者である場合（804条）
養親又は養親の法定代理人が、家庭裁判所に縁組の取消を請求。養親が追認した場合と成年になって6か月が経過した場合は、取消の請求はできない。
  - 養子が尊属又は年長者である場合（805条）[* 17]
当事者又は親族が、家庭裁判所に縁組の取消を請求。
  - 家庭裁判所の許可なく、後見人が被後見人を養子にした場合（806条）
養子又は養子に実方の親族が、家庭裁判所に縁組の取消を請求。養親である後見人による管理の計算終了後、養子が追認した場合と6か月が経過した場合は、取消の請求はできない。
  - 配偶者の同意なく縁組した場合（806条の2第1項）
同意していない配偶者が、家庭裁判所に縁組の取消を請求。同意をしていない配偶者が、縁組を追認した場合と縁組を知ってから6か月を経過した場合は、取消の請求はできない。
  - 監護権者の同意なく縁組した場合（806条の3第1項）
同意していない監護権者が、家庭裁判所に縁組の取消を請求。同意をしていない監護権者が縁組を追認した場合と、養子が15歳になった後に追認した場合ないし6か月を経過した場合は、取消の請求はできない。
  - 配偶者・監護権者が詐欺又は強迫によって同意をさせられた場合（806条の2第2項、806条の3第2項）
同意をした配偶者が、家庭裁判所に縁組の取消を請求。同意をしていない配偶者が、詐欺を発見又は強迫を免れてから、縁組を追認した場合と6か月を経過した場合は、取消の請求はできない。
  - 家庭裁判所の許可なく未成年者を養子にした場合（民法807条）
養子、養子の実方の親族、養子に代わって縁組の承諾をした者が、家庭裁判所に縁組の取消を請求。養子が追認した場合と成年になって6か月が経過した場合は、取消の請求はできない。

#### 離縁
- 普通養子縁組の場合は、原則として自由に離縁ができ、養親と養子の合意と離縁の届出が必要である（811条 - 813条）。裁判による離縁も認められている（814条）。
- 縁組の日から7年を経過した後に離縁より縁組前の氏に復した者は、離縁の日から3箇月以内に戸籍法の定めるところにより届け出ることによって、離縁の際に称していた氏を称することができる（816条）。
- 特別養子縁組の場合は、子の利益のためになされた縁組であるため、協議離縁はできない。例外的に、養親による虐待、悪意の遺棄その他養子の利益を著しく害する事由があり、かつ実父母が相当の監護ができる場合で、養子・実父母・検察官のいずれかの請求があり、家庭裁判所が養子の利益のために特に離縁の必要があると認める場合に限り、家庭裁判所の審判による離縁が認められている（817条の10）。

### その他
- 日本では同性結婚や一夫多妻制は制度上認められていないため、養子縁組制度（普通養子）で代用する例がみられる。
- 代理母出産で生まれた子供について、民法では想定されておらず、戸籍上の母は分娩した女性となる。そのため、特別養子縁組によって血縁（遺伝子）上の実母と民法上の親子関係とする例がある。
- 現代では、旧家などで結婚の際に養子を希望しても、相手が二男・三男以下などであっても多くの場合諾をもらえないため、選択的夫婦別姓制度の導入を望む意見がある[誰によって?]。
- 厚生労働省では2016年の改正児童福祉法を具体化した「新しい社会的養育ビジョン」において、原則就学前の施設入所停止や、7年以内の里親委託率75％以上など数値目標を定め、養護施設に対しては、入所期間を1年以内とし、機能転換も求めている[30]が、日本財団が行った調査によると養子縁組家庭の子供において「自分自身に満足している？」の問いに「そう思う」「どちらかといえばそう思う」を合わせると約70％が肯定的な回答を寄せていることが明らかになった[31]。

### 用語
転養子養子が離縁をしないで、更に養子と成ること。養子が結婚し、配偶者の両親との間で養子縁組をする場合、養父母が離婚し、養母の後夫の養子になる場合などが当てはまる。養子縁組中のトラブルがあった場合でも転養子をすることもある。

## 動物における養子縁組
ペットの里子も英語では、adoption（アダプション、養子縁組）と呼ばれるが、動物でも養子縁組が行われる。
同種間
- キタゾウアザラシ[32]

異種間
- 托卵
- 野生児
- バンドウイルカ（養親）・カズハゴンドウ（養子） - 属間養子縁組（Cross‐genus adoptions）が確認された[33]。
- ライオン（養親）・ヒョウ（養子）[34]
- ヒト（養親）・ペット（養子）[35]